# Celebesia heinrichi
Celebesia heinrichi är en insektsart som beskrevs av Willy Adolf Theodor Ramme 1941. Celebesia heinrichi ingår i släktet Celebesia och familjen gräshoppor. Inga underarter finns listade i Catalogue of Life.